# Пристанище Сомовит
Пристанище Сомовит е българско пристанище в Сомовит, в средата на българския участък от река Дунав. Разположено е на километър 608 от десния ѝ бряг. То е пристанище за обществен транспорт с национално значение за обработка на генерални и насипни товари. Част е от пристанищен комплекс Русе. На четвърто място е по значение след пристанищата Русе, Лом и Видин. Счита се за пристанище на град Плевен, с който го свързва жп линията Плевен – Ясен – Черквица. Традиционни товари на пристанището са метали, консерви, зърно, целулоза и въглища.

## Характеристики
Пристанището е разположено е на площ 30 105 кв. м. Закритата складова площ е 3 375 кв. м. Включва два склада: едноетажен метален склад с площ 2400 кв. м за зърнени храни или пакетирани и палетизирани негорими генерални товари и едноетажен склад с площ 975 кв. м с ограждаща тухлена зидария за пакетирани и палетизирани негорими генерални товари. На терминала са налични и специализирани складове за съхранение на зърно – силози с обща вместимост 5 000 куб. м. Откритата складова площ е 8780 кв. м, от която активно използвана 6 400 кв. м с възможност за разширение до 9 700 кв. м.
Пристанищен терминал Сомовит разполага с 3 корабни места, от които две за товаро-разтоварна дейност и едно – пътнически понтон. Общата им дължина е 270 м. До всяко от двете товарни корабни места са налични подходен шосеен път, по два тилови и един рампен жп коловози. Кейовата стена е наклонена, с каменна облицовка и дължина 384 м.
Механизацията се състои от 5 електрически портални крана с товароподемност до 50 кN, 3 вилкови високоповдигача с товароподемност от 16 до 30 kN и една трюмна кофачна машина с товароподемност до 15,2 kN. Първият кран е от 50-те години на XX век. Доставен е от немски специалисти, като преди това е обслужвал трафика по река Сена. Има широчина на
подкрановия път 6,00 м. Днес той все още се използва като тилов кран за обработка на пясък и въглища. Четири от крановете са „Ганц“, с подвижна кука, имат товароподемност 5 t, широчина на подкрановия път 9,67 м и са въведени в експлоатация в периода 1970 – 1980 г.
Инфраструктура на терминала включва: собствен трафопост за електрическо захранване с трифазно напрежение 380/220 V, 50 Hz с осигурена мощност 400 kW за всяко корабно място, ел. табло за снабдяване на кораби с електричество, водопровод до всяко корабно място с диаметър 1 цол за
водоснабдяване и пожарогасене, канализация с шахти за товарните корабни места и противопожарно депо.
Пристанището е специализирано за обработката на вносни, износни и транзитни товари с единична маса до 10 тона. През 2001 г. са обработени 57 000 t товари (с 11 000 t повече от 2000 г.). Възможностите за обработка обаче са 10 пъти по-големи при максимално натоварване на наличната техника. Традиционно най-добрите месеци в годината за пристанището са август и септември. Тогава се изнасят слънчоглед и ечемик. През 2002 г. екипът на пристанището се състои от 16 души. Работниците владеят по няколко професии и изпълняват различни функции.

## История
Строежа на кейовата стена на пристанището започва преди Балканската война през 1912 г. и завършва след Първата световна война (1918 г.). През 1923 г. е построено съвременното пристанище, което се намира на 1 km източно от старото. През 1941 – 1942 г. е разширено, изградени са складове и са монтирани два шесттонни електрически крана. През 1960-те и 1970-те години пристанището е реконструирано и модернизирано, повишена е механизацията му. Товарните кранове стават три, а с нарастването на товарооборота – четири. Подобрена е инфраструктурата. Съществуващият бюфет в сградата на пристанището се превръща в крайбрежен ресторант с лятна градина с панорамен изглед към река Дунав. Пристанището работи като товарно и пътническо. Плават редовно пътнически кораби. Големите двуетажни кораби „Георги Димитров“, „Александър Стамболийски“ и „Димитър Благоев“ побират няколкостотин пътници и се движат по маршрута Русе – Видин и обратно до 1979 – 1982 г. Малките пътнически кораби „Георги Кирков“, „Цанко Церковски“, „Христо Смирненски“ и „Сава Ганчев“ имат капацитет около 140 пътници и се използват за по-къси разстояния. От 1962 г. пристанището обслужва и бързи пътнически кораби на подводни криле (КПК): отначало „Ракета“ (64 места), а от 1968 г. седем „Метеор“‑а (за 116 пътника, скорост 65 км/ч). През 1982 г. пристанище Сомовит се обслужва от първия КПК „Възход“ (скорост 70 км/ч и капацитет 71 пътника). През 1987 г. и 1988 г. започват да пътуват втори и трети кораб „Възход“. С тях се пътува от Русе до Сомовит за 2 часа и от Сомовит до Видин за около 4 часа.
Стагнацията и приватизацията след 1989 г. засягат и пристанище Сомовит. Българският речен пътнически флот с кораби на подводни криле е ликвидиран през 1994 г. Плавателните съдове са продадени за ресторанти и за старо желязо. От тогава пътнически кораби не пътуват. Ресторантът на пристанището е затворен и то престава да бъде туристическа атракция. През 90-те години е изготвен проект за разширение на пристанище Сомовит. Той предвижда усвояване на голяма територия западно от селището до устието на река Вит. Обсъжда се изграждането на нова кейова стена и лиман. Проектът не е реализиран. През 2000 г. украинска фирма заявява, че се готви да възстанови същото лято пътническото корабоплаване в българския участък на река Дунав, но идеята не се реализира. Пристанище Сомовит е взето на концесия през 2005 г. от варненската фирма „Октопод – С“, която спечелва конкурса. Договорът с нея е подписан за срок от 22 години през май 2009 г. след приключване на процедурите по обжалването от конкурентите. Koнцecиoнepът се задължава:
- да увеличи капацитета на пристанището и да въведе нова пристанищна услуга – обработка на пътници от втората договорна инвестиционна година;
- зa пъpвитe 10 гoдини oт cpoĸa нa ĸoнцecиятa да реализира cpeднoгoдишен тoвapooбopoт нe пo-мaлъĸ oт 220 000 тoнa тoвapи и пътниĸoпoтoĸ нe пo-мaлъĸ oт 8000 пътниĸa;
- дa ocигypявa 24-чacoв дocтъп дo тepминaлa и дa eĸcплoaтиpa и пoлзвa oбeĸтa нa ĸoнцecия в cъoтвeтcтвиe c дoбpaтa пpaĸтиĸa.

„Октопод – С“ не изпълнява задълженията по договора. До началото на 2025 г., след повече от 15 години от всичките 22 за концесията, пристанището не функционира като пътническо и обработка на пътници няма. Пристанището работи само като товарно. Районът му е заграден и свободен достъп до него няма.